# محافظة سيليزيا (1920-1939)
محافظة سيليزيا ( (بالبولندية: Województwo Śląskie)‏ كانت مقاطعة مستقلة ( فويفودشيب ) الجمهورية البولندية الثانية بين الحربين. كان الجزء الأكبر من أراضيها ينتمي سابقًا إلى مقاطعة سيليزيا الألمانية / البروسية وأصبح جزءًا من بولندا التي ولدت حديثًا نتيجة لاستفتاء سيليزيا العليا لعام 1921، واتفاقيات جنيف، وثلاث انتفاضات سيليزيا العليا، والتقسيم النهائي للسيليسيا العليا بين بولندا وألمانيا وتشيكوسلوفاكيا. كان الباقي هو الجزء الشرقي من سيليزيا النمساوية (انظر Cieszyn Silesia ) التي تم تقسيمها بين بولندا وتشيكوسلوفاكيا بعد انهيار النمسا والمجر والحرب البولندية التشيكوسلوفاكية ومؤتمر السبا لعام 1920. كانت عاصمة المقاطعة كاتوفيتشي.
تم حل المقاطعة في 8 أكتوبر 1939 بعد الغزو الألماني لبولندا، وتم دمج أراضيها في مقاطعة سيليزيا الألمانية. بعد هزيمة ألمانيا النازية في الحرب العالمية. ثانياً، تم دمج أراضيها في محافظة سيليزيا الجديدة الأكبر حجماً والتي كانت موجودة حتى عام 1950.